# 天女浴躬池
42°01′56″N 128°26′06″E / 42.03222°N 128.43500°E
天女浴躬池也称元池、圆池，史称布尔湖里、布勒瑚里池（满语：ᠪᡠᠯᡥᡡᡵᡳ
ᠣᠮᠣ，穆麟德转写：bulhūri omo），是中华人民共和国吉林省东部的一座火山口湖泊，位于安图县南部二道白河镇白河林业局园池林场长白山天文峰以东30.4千米，海拔1321.2米的赤峰西北侧。水面面积0.04平方千米，水面高程1270米。池直径180米，周长2000米，池水洁碧，不注不溢。中央深处，冬无冰，夏无萍。四面水浅，多水槽。池水主要依靠泉水补给。据《八旗通志》载：“相传有天女降池畔，吞朱果，生圣子，后为三姓贝勒，实我朝发祥之始。”清光绪三十四年（1908年），知县刘建封调查安图全境，筹设县治时，寻圆池于老岭之脊后，为使人人得瞻，于宣统元年八月（1909年9月），在池西侧立“天女浴躬池”石碑一座。原碑已湮没，现有仿原碑的汉白玉碑立于此。